# Pangboče
Pangboče (též Panboče, nepálsky पाङबोचे, Pāṅboče/Pāngboče, anglickým přepisem Pangboche) je vesnice ve východním Nepálu. Nachází se vysoko v Himálaji v nadmořské výšce 3 985 m na úpatí hory Taboče, v údolí řeky Imdža Khole a je základním táborem pro treking a lezení v blízkosti hory Ama Dablam.
Ve vesnici se nachází nejstarší buddhistický klášter – gompa v oblasti Khumbu. Pochází pravděpodobně z druhé poloviny 17. století a měl být založen legendárním lamou Sangwa Dordžem, z jehož zasazených vlasů měl vyrůst jalovcový les kolem kláštera. V klášteře se nachází i údajný pozůstatek bájného yettiho. Test ale prokázal, že se jedná o podvrh z kůže serau himálajského.
Vesnicí na své cestě na Mount Everest procházel Sir Edmund Hillary a v roce 1963 se vrátil aby zde za v zahraničí vybrané peníze nechal vybudovat školu.
V roce 2006 Mezinárodní astronomická unie pojmenovala  podle Pangboče jeden z kráterů na svahu sopky Olympus Mons na povrchu Marsu.